# Fanny Ekenstierna
Fanny Maria Ekenstierna, född 23 februari 1864 i Stockholm, död 13 juli 1933 i Kärnbo socken, Södermanland, var en svensk författare, kulturskribent och översättare.
Ekenstierna arbetade på 1890-talet periodvis på Fredrika-Bremer-Förbundet. Därefter verkade hon som kulturskribent i flera tidningar och tidskrifter, däribland Dagny. Åren 1908–1922 var hon redaktör för Fredrika-Bremer-Förbundets tidning Hemtrevnad. 
Fanny Ekenstierna växte upp på Gripsholms slott vid Mariefred där hennes far, kammarherre Fredrik Ekenstierna, var slottsintendent. Bland hennes skrifter finns Ödenas slott, som är en samling berättelser om slottet och dess historia.
Hon skrev även flera biografier, bland annat om Frälsningsarméns grundare William Booth och Viktor Rydberg.
Fanny Ekenstierna översatte också kristet präglade verk av bland andra Marie von Ebner-Eschenbach, George Gissing och Charles-Ferdinand Ramuz.